# Gulmi
Gulmi (em nepali:  गुल्मी जिल्ला) é um distrito da zona de Lumbini, no Nepal. Tem a sua sede na cidade de Tamghas, cobre uma área de 1 149 km² e a população em 2016 era de 268 597 habitantes.